# Porto Rico nos Jogos Pan-Americanos de 1987
Porto Rico competiu na 10º edição dos Jogos Pan-Americanos, realizados na cidade de Indianápolis, nos Estados Unidos. Conquistou 29 medalhas nesta edição. 